# 複合選抜
複合選抜（ふくごうせんばつ）とは、公立高校の入学試験制度の一つで、現在、愛知県のみで学校群制度に代わる入学試験制度として1989年（平成元年）から実施されている。入学試験で一定の成績を上げれば確実に希望する高校に行くことができるという単独選抜の特徴と、特定の高校への学力優秀層の過度の集中を防ぐという学校群制度と似た目的・機能を併せ持つが、これまでのところ他に導入している都道府県はない。

## 選抜制度の特徴
- 複合選抜では、合格者は学校単位で決めるが、A・B2つの入試日程があり、各日程毎に1校ずつ学校を選択できる。もちろん1つの日程、1校のみを受検することも可能である。さらに推薦入試と二次募集まで含めると最大4回（3校[1]）の公立高校の合否判定を受けるチャンスが生じる。
- 各日程で受検できる高校はあらかじめ決められており、各日程のグループが形成されている。さらに普通科は尾張学区に2つと三河学区に1つの群があり、普通科高校2校を受検する際は原則として同一の学区・群に属する別々の入試日程の2校を選択する（普通科高校1校のみを受検する場合は、尾張・三河の二大学区制下の単独選抜と実質的に同じ）。学区内の2つの群の両方に属する1・2群共通校も設定されている（#2007年度入試からの一部改正）。
- 専門学科・総合学科と普通科の組み合わせ、専門学科・総合学科同士の組み合わせでの受検も可能であり、専門学科・総合学科については別々の入試日程であれば全県の公立高校を2校受検することができる（専門学科・総合学科には学区・群が最初から設定されていない）。また尾張地方と三河地方の境界に位置する自治体などは調整区域として、自治体の属する学区でない別の学区の一部の高校を受検の選択肢に加えることも可能である。
- 合否判定は、各高校で受検者の校内順位が決定された後、電算処理により行われる。
第一志望校に合格した場合はそのまま合格（第二志望校の校内順位表からは外れ、順位の繰上げが行われる）、第一志望校の合格から洩れた志願者は第二志望校でも合否判定が行われて、最終的な合格校が決定される。第二志望校の合格にも洩れた場合は不合格となる。合格発表の際は、受検したどちらかの高校に行けば合格校が分かる。（「本校に合格」または「（相手校に合格）」と表示されている。受検番号がない場合は二校とも不合格ということになる。）
- 単独選抜時代は旭丘高校に学力最上位層が集中し、他の公立高校でも単純に学力による序列が定まり高校間の格差が拡大したことから、「学校間格差の解消」・「名古屋市内と市外の地域格差の解消」・「高校受検の激化緩和」などの名目で学校群制度が導入された経緯があった。複合選抜では、旭丘の存在する尾張第1群には有力校を少なくして（例外として菊里高校、半田高校、一宮西高校）、尾張第2群に有力校を集中し様々な併願パターンを可能にすることで、次善校である一宮高校、明和高校等により多くの志願者が出るように調整して旭丘高校への一極集中を緩和しているということができる。ただ2004年度入試以降、旭丘高校への志願者数は再び増加傾向を見せている。

### デメリット
以下のデメリットは、複合選抜を採用している場合に避けられないデメリットである。ただし、何に対するデメリットかには注意する必要がある。
- 志望順位をつけた併願が可能なため、単独選抜に輪をかけて、学力の高い生徒や進学意識の高い生徒が、特定の上位校に第一志望校として集中的に受験することで、学区内の高校間の学力面での序列を生じさせ、特定の高校ではボーダーラインが上昇し、受験競争が激化する場合がある。
- 単独選抜の場合と比較して、上位校に望みが薄いとされる受検生が公立校のなかで滑り止めを確保できることで競争率が高まり、中位以下の高校では上位校落ちの不本意入学者が増加する。いずれにおいても、単純な学力ランクのみを判断基準とした進学先決定の根拠になるおそれがある。また、滑り止めにされる中下位校では、本命高校に合格者を奪われた結果（大きく）定員割れすることもある。
- 日程・群によって選択できる高校に制約があるため、2校受験をする場合には、第一志望、第二志望が自分の志望と一致しないケースが生じる（後述の「#2007年度入試からの一部改正」でもこの問題は完全に解決しない）。
- 1つの公立高校に複数の学科が設置されている場合、AグループとBグループで2回試験を行う入試日程の都合上、同一高校の複数の学科は全て同じグループに属さざるをえない。（例：旭丘高校の普通科は尾張1群Aグループ、美術科もAグループに属する。）入試難易度や併願校のニーズは様々であり、同一校別学科を受験したい場合も考えられるが、そのような人にとっては単独選抜と同程度にしか自由度がない。
- 何人の第2志望者が第1志望校に落ちるのか分からないので、第1志望者が大半を占めるごく一部の高校を除いて、志願状況を見ても、自分の志望校の実質倍率はわからない。合格発表後も、一切公表されない。[2]志願変更を検討する判断材料としても、ほとんど役に立たない。
- 第二志望校に合格してしまうと、たとえ第一志望校で入学辞退者が出ても、繰上げ合格の対象にならない。これは、繰上げ合格を認めた場合、入学辞退の影響は、1つの高校にとどまらず、複合選抜の二校受験の組み合わせの連鎖があるため、辞退者数の何倍もの受験生の合否が変化することになるからと考えられる。繰上げ合格が行われることはないが、1人の辞退者が最初から受験しない選択をしていたとすれば、それによって多数の合格者を生む可能性がある意味では、1人の受験結果の影響力は必然的に大きなものとなる。そのような影響の大きさに起因して、各中学校では、入学意思のない公立高校を受検しないよう、合格したからには入学辞退はしないよう、非常に強い指導が行われている。
- A・Bと二つの入試日程ができたことにより、その分試験日が増えることとなる（面接を含めて最大4日。ただし中休みが水曜日または土日に設定。詳細は後述）。そのため、中京圏以外の都道府県の生徒が両方の日程を受験する場合、地元の中学校の卒業式などの行事と日程が重なる恐れがある。ただし2023年度以降はこの恐れはなくなっている。

### メリット
以下のメリットは、複合選抜を採用することによるメリットである。ただし、何に対するメリットかには注意する必要がある。
- 推薦入試と二次募集まで含めると最大4回（3校[1]）の公立高校の合否判定を受けるチャンスが生じる。
- 学校ごとの特色を入試の枠組みの中で作ることができる。愛知県の場合、すべての公立高校で推薦入試を実施し、一般入試でも調査書の占める割合が依然として低くないことから、学力のみによる単純な選抜が行われないよう配慮されており、さらに、調査書の重要度は学校ごとに選択している。これらは、学校ごとの特色を入試という枠組みの中で確保することに寄与している。
- 普通科高校を学区・群・グループに分割し、かつ一見不均衡な学校配置をした上で2校受検を可能にすることで、特定高校の入試難易度、進学実績等での極端な突出を防止する機能が期待される。具体的には、1群と2群で併願可能校の選択自由度に差異を設けることで相対的に一部の学校を優遇して受験生を分散させる（例：旭丘高校のある1群は上位校が少ないため併願の自由度が小さいが、明和高校のある2群は上位校が多いため、併願の自由度が高い）ことや、第二志望校への不本意入学と表裏一体ながら、上位校不合格者が同一群内の併願先の高校で多数合格する（例：1群Aグループの旭丘高校の不合格者が1群Bグループの菊里高校に合格する）ことで、上位校と第二志望校の差を一定の範囲に止める作用があると考えられる。
- 同一自治体・近隣地域にある高校の組み合わせによる2校受検を広く認めることで、地元高校への進学を指導することが容易になる（※2007年度入試以降の群・グループ分けに特に顕著）。
- 志望順位をつけた併願が可能ながら、群・グループによる併願校選択の制約があるために、そのような制約がない場合と比べれば、同一地域内の学校の序列の明確化を一定の範囲で抑制できることが期待される。

これ以外は、単独選抜でのメリットと殆ど変わらない。

### 現在の制度の課題
上述のデメリットのほか、複合選抜が採用されている愛知県での現行の入試制度には以下の課題がある。これらの課題の一部は複合選抜とも関係するため列挙するが、直接的に複合選抜に起因するものとはいえず、複合選抜特有のデメリットとまでは言えない。
- 1つの公立高校に複数の学科が設置されている場合の転科合格は一切認められていない。（例：千種高校の普通科に不合格でも、国際教養科に合格、というようなことは認められない。）
- 二次募集には、県内の国立・公立・私立高校のいずれかを受検して、いずれの高校にも合格しなかった受検生しか出願できない。よって出願は著しく低調で、定員割れを起こした公立高校の大半は、定員割れしたままである。
- 2007年度入試から推薦入試と一般入試の日程が統合されたことで、受検生が一般選抜の募集人員の数を知ることはできなくなった。特に募集人員の少ない高校・学科や推薦枠の大きい専門学科・総合学科で、その影響は大きい。
- 志願変更は1校のみ認められており、たとえ1校受検（単願）であっても、群を変更することはできない。よって、他都道府県の単独選抜よりも、志願変更に大きな制約があり、強く制限されている。出願締切後の志願変更は、非常に限られたケースに留まり、著しく低調である。（例：たとえ1校受検（単願）であっても、尾張1群の旭丘高校から、尾張2群の一宮高校へ志願変更はできない。尾張2群の一宮高校から、尾張1群の一宮西高校への志願変更もできない。）
- 愛知県の場合、調査書（内申書）の入試に占める比率が高く調査書重視の傾向がある。そのため、各日程による調査書と入学試験の配点比率の差がなく、複合選抜が単に「学校群潰し」としての役目しか果たしておらず、真の長所が生かされていないきらいがある（※この点は2004年度入試以降の選抜方法の変更により一部改善された）。
- 調査書の評定の評価方法が相対評価から絶対評価になったため、2004年（平成16年）には、強気で臨んだ受検生が志願した2校とも不合格になるケースが多数発生し、それまで長く殆どゼロだった中学浪人が発生した。

## 2004年度入試以降の入学者選抜方法の変更
- 調査書の「学習の記録」の評定に、いわゆる絶対評価を導入。
- 下記のように各公立高校の裁量部分を拡大。
- いわゆる進学校では、下記のIII型が選択されることがほとんどで、入学者選抜における内申点の占める比率がやや低下した。
- 選抜方法の変更と言えるかは微妙だが、2004年度入試以降入試問題が難化し、新傾向の出題も見られるようになった。

＜全日制課程一般入学における校内順位の決定方法＞
（1）一般入学志願者のうち、原則として、調査書の評定得点と学力検査の結果がそれぞれともに一般入学募集人員内にある志願者が「A」とされ、これに属さない志願者が「B」とされる。
(2) 校内順位の決定は「A」、「B」の順序で、調査書の記載事項、学力検査の結果、面接等の結果、その他の資料により総合的に行われる。
(3)「A」については、調査書の評定得点と学力検査の結果を同等にみたうえで、（2）の資料により総合的に校内順位が決定される。
(4)「B」については、各高等学校が次のI、II、IIIのいずれかの方法をあらかじめ選択したうえで、（2）の資料により総合的に校内順位が決定される。
I （評定得点）＋（学力検査合計得点）（従来タイプ）
II ｛（評定得点）× 1.5 ｝＋（学力検査合計得点）（内申点重視タイプ）
III （評定得点）＋｛（学力検査合計得点）× 1.5 ｝（当日点重視タイプ）
※ 評定得点は調査書の9教科の評定合計（最大5×9＝45）を2倍にした数値（最高90点）とする。
※ 学力検査は国語、数学、社会、理科、外国語（英語）の5教科で実施し、各教科20点の配点（合計100点）とする。

## 2007年度入試からの一部改正
2007年度入試より複合選抜開始以来の各高校への志願動向や各地域の要望等を踏まえて、
- 一部の高校の群・グループの移動
- 普通科高校でこれまで純粋に2学区4群に分かれていたのを改め、学区内の2つの群に共通に属する高校（1･2群共通校）を設定
- 学区の境界に位置する調整区域とその対象となる高校の見直し

という選抜方法の一部改正が行われた。
これにより、
- 近接する高校の多くは以前より同じ群へ集められる傾向があり、同一自治体・近隣地域の高校を併願しやすくなった
- 名古屋市外の高校に1･2群共通校が多く設定され、市外において同一自治体・近隣地域の高校を幅広く併願できるようになった
- 調整区域においても、一部の高校が志願可能な高校として新たに追加された

ため、
1.家から近い地元の高校への進学を指導することがこれまで以上に容易になること、2.主に名古屋市外の一部高校における定員割れの解消、等の効果が期待されている。

## 2017年度入試からの一部改正
2017年度入試より
- 三河学区の群は、三河群という1つの群となる。
- 三河学区の一部の高校のグループの移動。
- 尾張学区に1・2群共通校を追加。
- 外国語（英語）の検査時間が50分（うち聞き取り10分）、その他の教科が45分に増やされる（従来は各教科40分）。
- 各教科の満点は22点で（従来は20点）、合計得点の最高は110点（従来は100点）となる。
- 推薦入試と一般入試の日程が統合される。

という選抜方法の一部改正が行われた。

## 2023年度入試からの一部改正
2023年度入試より
- 学力検査が2校出願でも1回だけになる。
- 推薦選抜の学力検査が再び廃止となり、一般選抜より早い日程での試験実施となる。
- 一般選抜の面接試験は全員に対して行われなくなり、高校により実施しないことがある。
- 特色選抜を新たに設定。
- B合格の方式として新たに

　　Ⅳ {（評定得点）×2}＋（学力検査合計得点）　　（内申点超重要視タイプ）
　　Ⅴ （評定得点）＋ {（学力検査合計得点）×2}　　（当日点超重要視タイプ）
　　を追加。進学校の多くがⅤ方式に移行する（千種高校のみⅢのまま）。
※記述式問題を廃止、マークシート方式に変更。

## 日程
2023年度以降の全日制の場合、一般入学では原則毎年2月22日に学力検査が行われる。ただし当日が土曜日・日曜日のいずれかである場合、平日のその2日後に行われる。学校によって面接や実技検査が課される。推薦は例年2月6日に行われる。
合格発表は、推薦は2月上旬、一般は3月上旬に行われる。